# すえばしけん
すえばし けん（1974年8月11日 - ）は、日本の小説家（ライトノベル作家）、同人作曲家。滋賀県出身。

## 人物
滋賀県立虎姫高等学校卒業後、京都教育大学教育学部を経て2001年、ゲームメーカーに就職。BGMの作曲・編曲を行っていたがフリーとなり、同人作曲家として折戸伸治らが主宰するUnison LABELを中心に「すえばし」名義で活動。『ひぐらしのなく頃に解』（07th Expansion）でも一部のBGMを提供している。
2006年、『混沌の街に、紅玉の笑む』（未刊行）で第3回MF文庫Jライトノベル新人賞（メディアファクトリー主催）第三次選考を通過。2008年、『Wizard's Fugue』で第2回ノベルジャパン大賞（ホビージャパン主催）で大賞を受賞し、同作を改題した『スクランブル・ウィザード』でデビュー。
納豆が好物。

## 主な作品

### 小説
- スクランブル・ウィザード（HJ文庫、全7巻）
- ひきこもりの彼女は神なのです。（HJ文庫、全8巻）
- さまよう神姫の剣使徒（富士見ファンタジア文庫、既刊2巻）
- 祓魔科教官の補習授業（一迅社文庫、既刊2巻）
- ラエティティア覇竜戦記 (HJ文庫、既刊2巻)
- 仮面魔女の解放戦記 (GA文庫、既刊2巻）
- アヴァベルオンライン (カドカワBOOKS）
- 吸血鬼に彼女役を頼んだ結果→とんでもないことになりました（一迅社文庫）
- 元世界最強な公務員 帰還勇者、身分を隠してたのに新人冒険者の世話をすることになりました（HJ文庫、既刊2巻）

### 音楽
- ひぐらしのなく頃に解 (07th Expansion) 一部BGM